# Капітан-Димитрієво
Капіта́н-Димитрі́єво (болг. Капитан Димитриево) — село в Пазарджицькій області Болгарії. Входить до складу общини Пештера.

## Населення
За даними перепису населення 2011 року у селі проживали 768 осіб, з них 722 особи (99,6%) — болгари.
Розподіл населення за віком у 2011 році:
Динаміка населення: